# Henry Ossawa Tanner

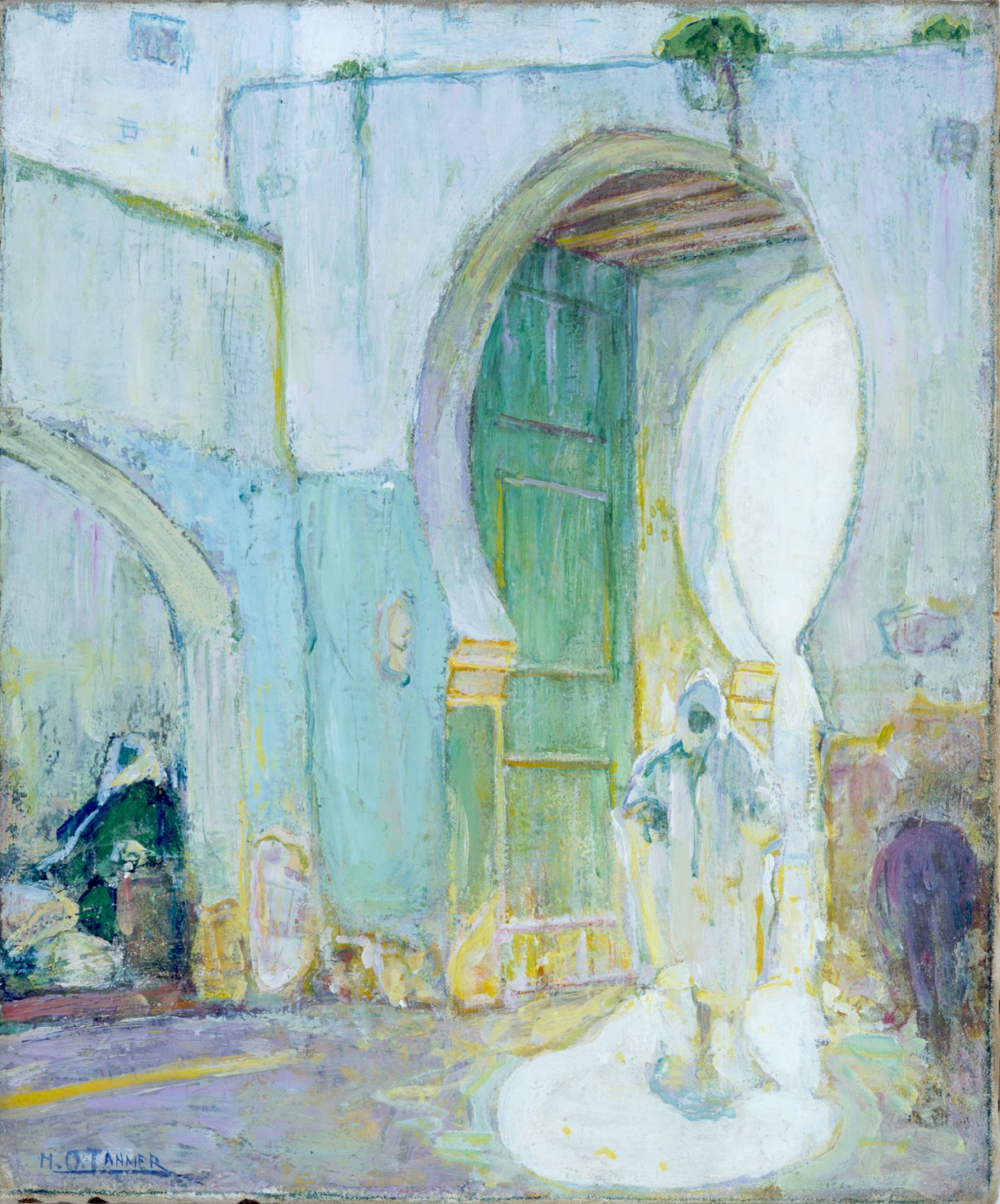
Gateway, Tangier, ca. 1912, Öl auf Leinwand, Saint Louis Art Museum

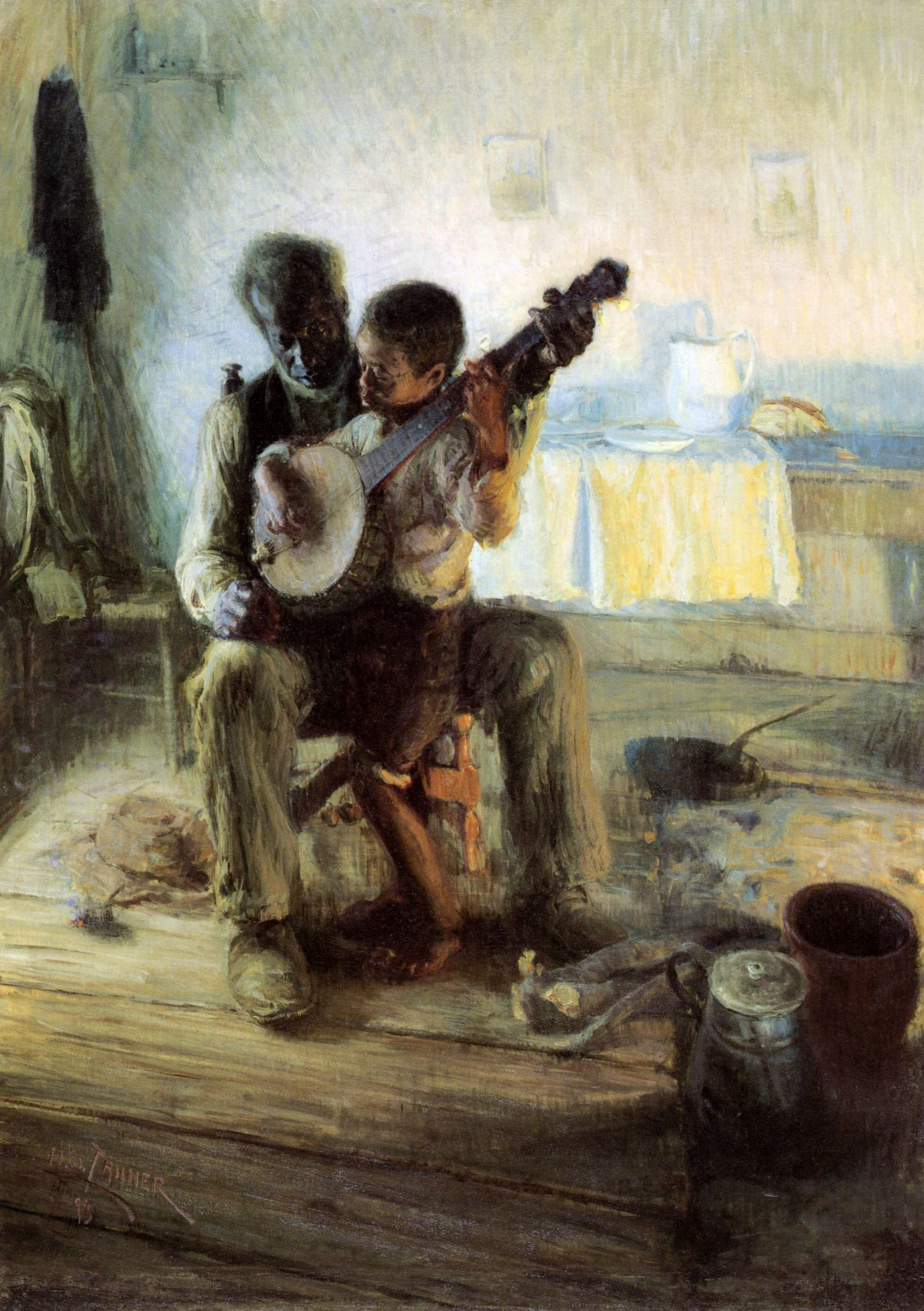
The Banjo Lesson, 1893, Öl auf Leinwand, Hampton University Museum

Henry Ossawa Tanner (* 21. Juni 1859 in Pittsburgh, Pennsylvania; † 25. Mai 1937 in Paris, Frankreich) war ein afroamerikanischer Künstler, der bei Thomas Eakins studierte und als erster afroamerikanischer Maler internationale Anerkennung erreichte.

## Leben und Karriere
Tanner war der Sohn von Benjamin Tucker, einem Prediger der African Methodist Episcopal Church, und Sarah Miller Tanner, einer Lehrerin. Tanner war das älteste von 9 Kindern. Seine Schwester Halle Tanner Dillon Johnson war die erste Frau, die in Alabama eine Zulassung als Ärztin erhielt. 1864 zog die Familie Tanner nach Philadelphia, wo sich seine künstlerischen Interessen entwickelten. Im Alter von 13 Jahren entschied sich Tanner Künstler zu werden, als er einen Maler im Fairmont Park nahe seiner Wohnung sah. Ursprünglich ein Autodidakt, begann Tanner konstant in seiner Freizeit zu zeichnen und versuchte auch die Werke anderer Künstler in Galerien in Philadelphia zu beobachten. 1879 nahm er das Studium in der Pennsylvania Academy of the Fine Arts auf und studierte bis 1885 unter Thomas Eakins.
1886 richtete Tanner sein eigenes Atelier in Philadelphia ein. Nach dem Umzug nach Atlanta und dem fehlgeschlagenen Versuch ein Fotoatelier zu betreiben, unterrichtete Tanner an der Clark University. 1891 reiste er nach Frankreich, wo er unter Jean-Paul Laurens an der Académie Julian studierte und dem American Art Students Club von Paris beitrat.
Während eines kurzen Aufenthalts in Philadelphia malte Tanner 1893 The Banjo Lesson, einen Höhepunkt in seiner anfänglichen Periode von Genre-Gemälden von Afroamerikanern. 1895 kehrte er nach Paris zurück, um rassischer Diskriminierung in Amerika zu entkommen. In Paris wandte sich Tanner seinem religiösen Hintergrund zu und malte zunehmend biblische Sujets wie Daniel in der Löwengrube, mit dem er eine ehrenvolle Erwähnung auf dem Pariser Salon 1896 gewann.
Im Ersten Weltkrieg arbeitete Tanner für das Public Information Department des Amerikanischen Roten Kreuzes und malte zu dieser Zeit auch Bilder von den Frontlinien des Krieges.
Verschiedene von Tanners Gemälden kaufte der Atlantaer Kunstsammler J. J. Haverty, der Gründer der Haverty Furniture Co., der entscheidend zur Gründung des High Museum of Art beitrug. Tanners Etaples Fisher Folk ist eines von mehreren Gemälden aus der Haverty-Sammlung, die sich nun in der permanenten Ausstellung des High Museum befinden.

## Malstil
Tanner wird oft als realistischer Maler eingeordnet, der auf die akkurate Wiedergabe seiner Sujets achtet. Während seine frühen Werke wie The Banjo Lesson sich mit dem Alltagsleben der Afroamerikaner befassen, haben seine späteren Werke, für die er heute am bekanntesten ist, hauptsächlich religiöse Sujets. Es ist wahrscheinlich, dass Tanners Vater einen formenden Einfluss in diese Richtung hatte.